# Galina Visjnevskaja (skidskytt)
För operasångerskan Galina Visjnevskaja, se Galina Visjnevskaja.
Galina Visjnevskaja, född 10 februari 1994, är en kazakisk skidskytt som debuterade i världscupen i december 2011. Hennes första pallplats i världscupen kom i singel mixstafett den 26 november 2017 i Östersund i Sverige.
Visjnevskaja deltog vid olympiska vinterspelen 2014, 2018 och 2022.